# Ölcələr
Ölcələr è un comune dell'Azerbaigian situato nel distretto di İmişli. Conta una popolazione di 498 abitanti.